# Historia de los pueblos originarios de Córdoba (Argentina)
Se conoce que la presencia humana sobre el territorio de la actual Provincia de Córdoba, Argentina, data al menos de 11 000 años. Dentro de este periodo, se distinguen diferentes etapas.

## Poblamiento de las Sierras de Córdoba (entre 11.000 y 9.300 años de antigüedad)

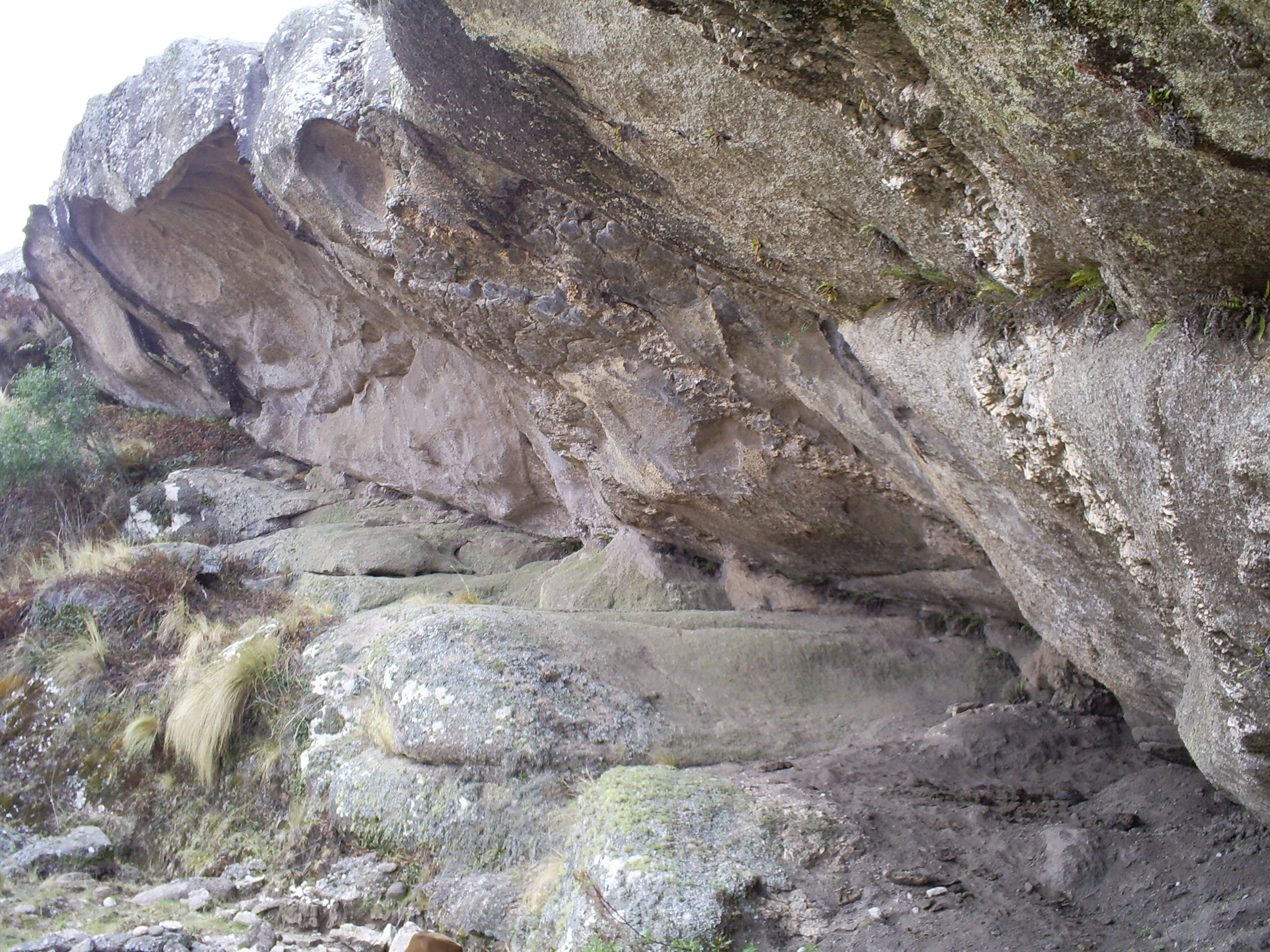
Sitio El Alto 3 (Pampa de Achala)

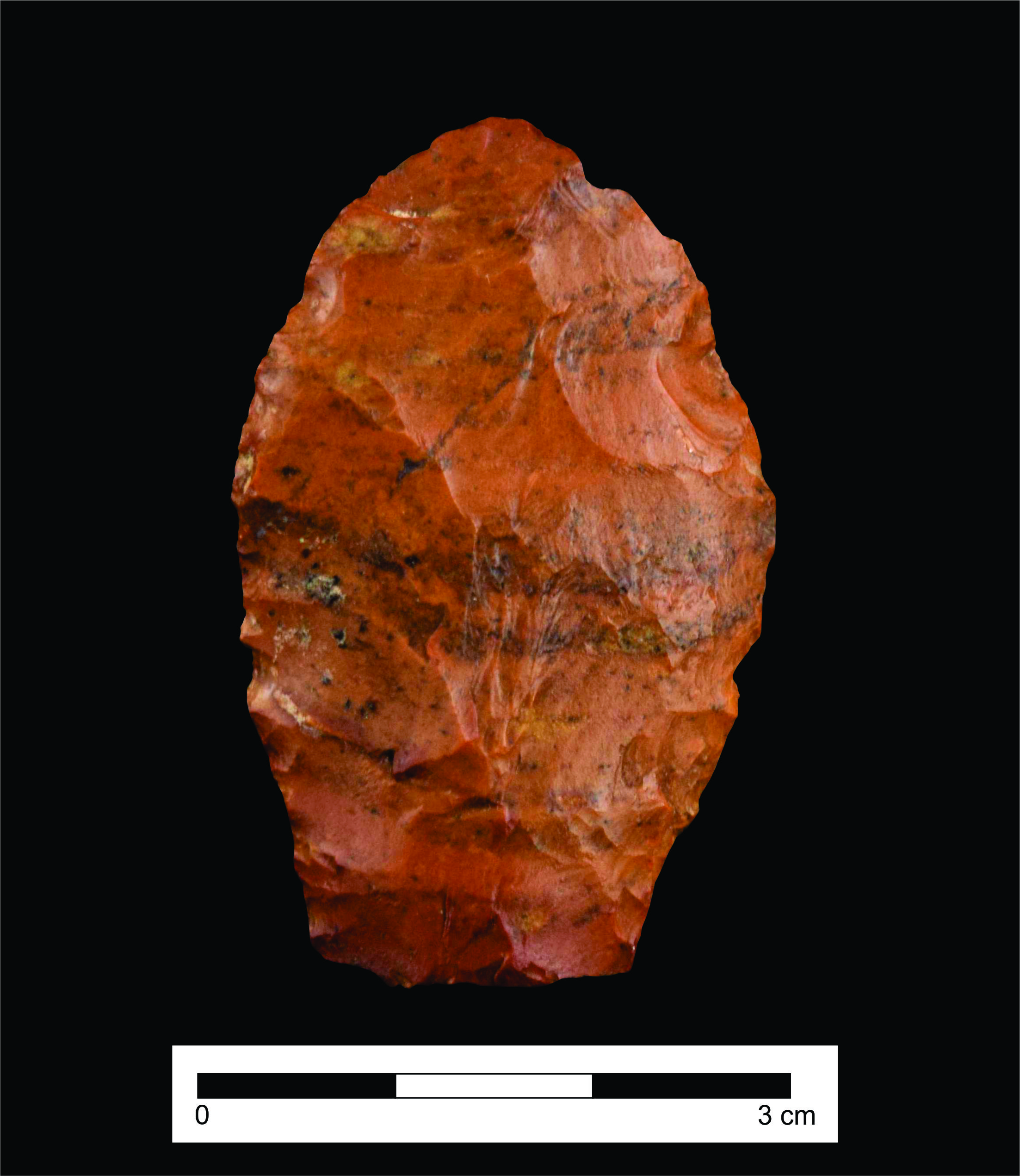
Punta de proyectil “cola de pescado” (Dique San Roque, Museo Arqueológico Numba Charava)

Investigaciones realizadas en la última década confirmaron la presencia humana en las Sierras de Córdoba desde fines del Pleistoceno. Hallazgos efectuados en el sitio arqueológico El Alto 3 (Pampa de Achala), permitieron identificar las primeras ocupaciones fechadas por medio de tres dataciones radiocarbónicas, que arrojaron antigüedades de entre 11.000 y 9300 años. Los artefactos recuperados, consistentes en instrumentos y desechos líticos, indican que el alero había sido utilizado para establecer campamentos de corta duración.
Otras ocupaciones tempranas están confirmadas por la reciente datación radiocarbónica de restos humanos de la Gruta de Candonga, con una antigüedad de 10.400 años, y el hallazgo de puntas de proyectil conocidas como “cola de pescado” en algunas zonas serranas (por ejemplo en las márgenes del Dique San Roque) y en el área de Characato. Estas puntas fueron empleadas por diversos grupos de cazadores-recolectores sudamericanos entre 11.000 y 9000 años atrás.

### Estrategias de subsistencia
Los primeros habitantes que ocuparon la actual región serrana cordobesa estaban integrados por pequeños grupos muy dispersos y móviles, que cubrían amplios territorios durante sus desplazamientos periódicos en busca de recursos. Sus estrategias de subsistencia se basaban en la caza de grandes mamíferos como los guanacos (Lama guanicoe) y venados de las pampas (Ozotoceros bezoarticus), y posiblemente algunas especies de fauna extinta, aunque no existen evidencias claras que apoyen esta idea. Los vegetales también formaron parte de la dieta, probablemente frutos y semillas silvestres.
En cuanto al origen de estos primeros pobladores o vías de poblamiento utilizadas por ellos, es importante remarcar que los restos materiales de los primeros humanos en llegar a una región son arqueológicamente muy difíciles de detectar, no obstante, se han propuesto varias hipótesis acerca de su lugar de origen. En la década de 2010, los arqueólogos/as han planteado como la de mayor probabilidad aquella que considera su llegada a partir de desprendimientos de grupos establecidos en las actuales llanuras bonaerenses y uruguayas.

## Cazadores-recolectores del Holoceno (entre 8000 y 2000 años de antigüedad)
Los cazadores-recolectores que habitaron la región entre hace aproximadamente 8000 y 4000 años, estaban organizados en pequeños grupos dispersos y muy móviles, dedicados a la caza de guanacos y ciervos, aunque también se registra el consumo de pequeños vertebrados como cuises (Microcavia sp., Galea sp.). Por medio de esta actividad obtenían, además de alimento, cueros, huesos y astas para la confección de vestimentas e instrumentos de uso cotidiano. Además de la caza, recolectaban frutos de especies silvestres como los algarrobos (Prosopis spp.) y el chañar (Geoffroea decorticans), así como huevos de ñandú (Rhea spp.).

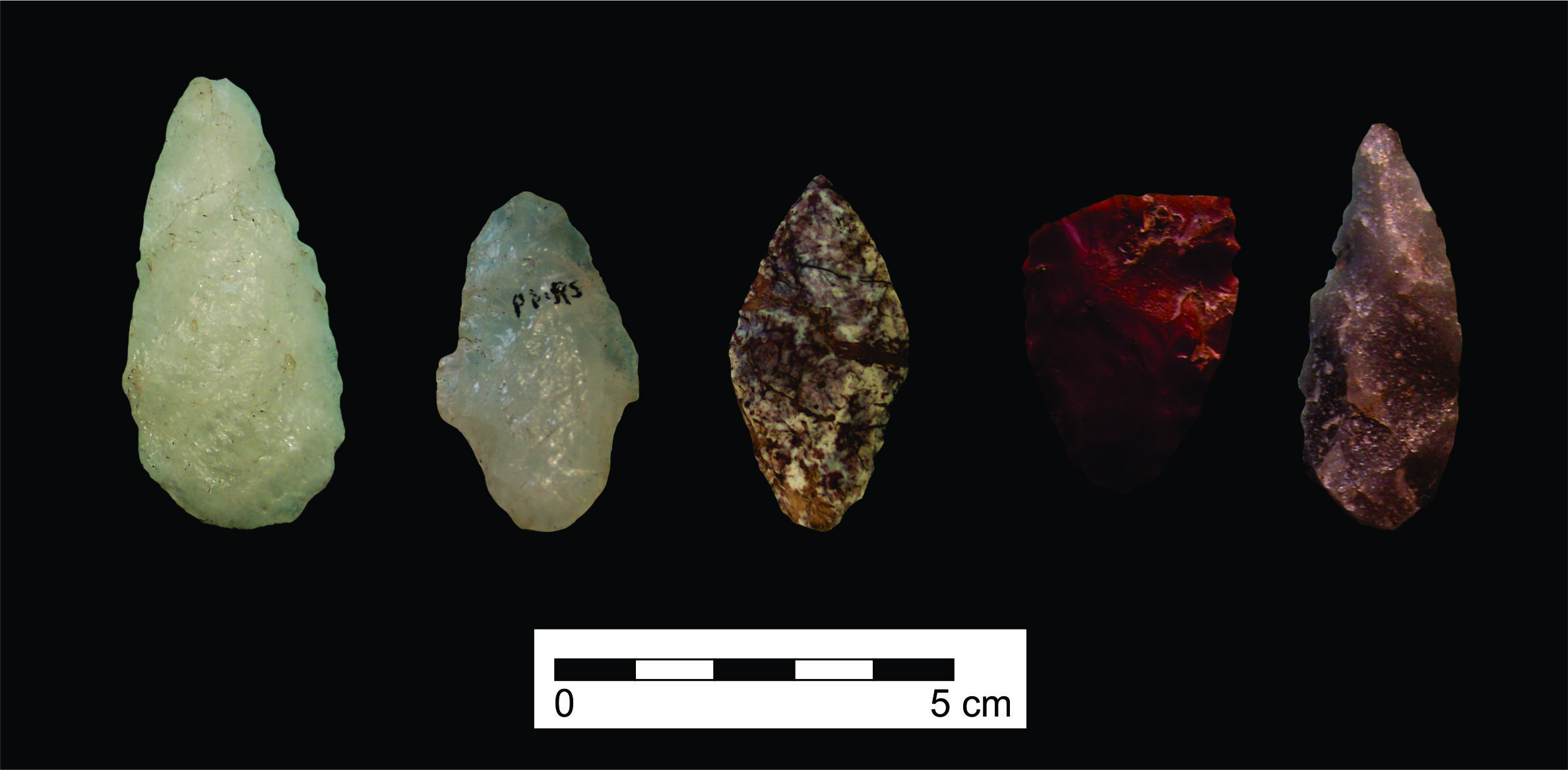
Puntas “ayampitín” de sitios arqueológicos de la Pampa de Achala

Para la captura de las presas principales se empleaban lanzas con puntas de piedra de forma lanceolada, conocidas como “puntas ayampitín”, que eran arrojadas manualmente o mediante un propulsor.

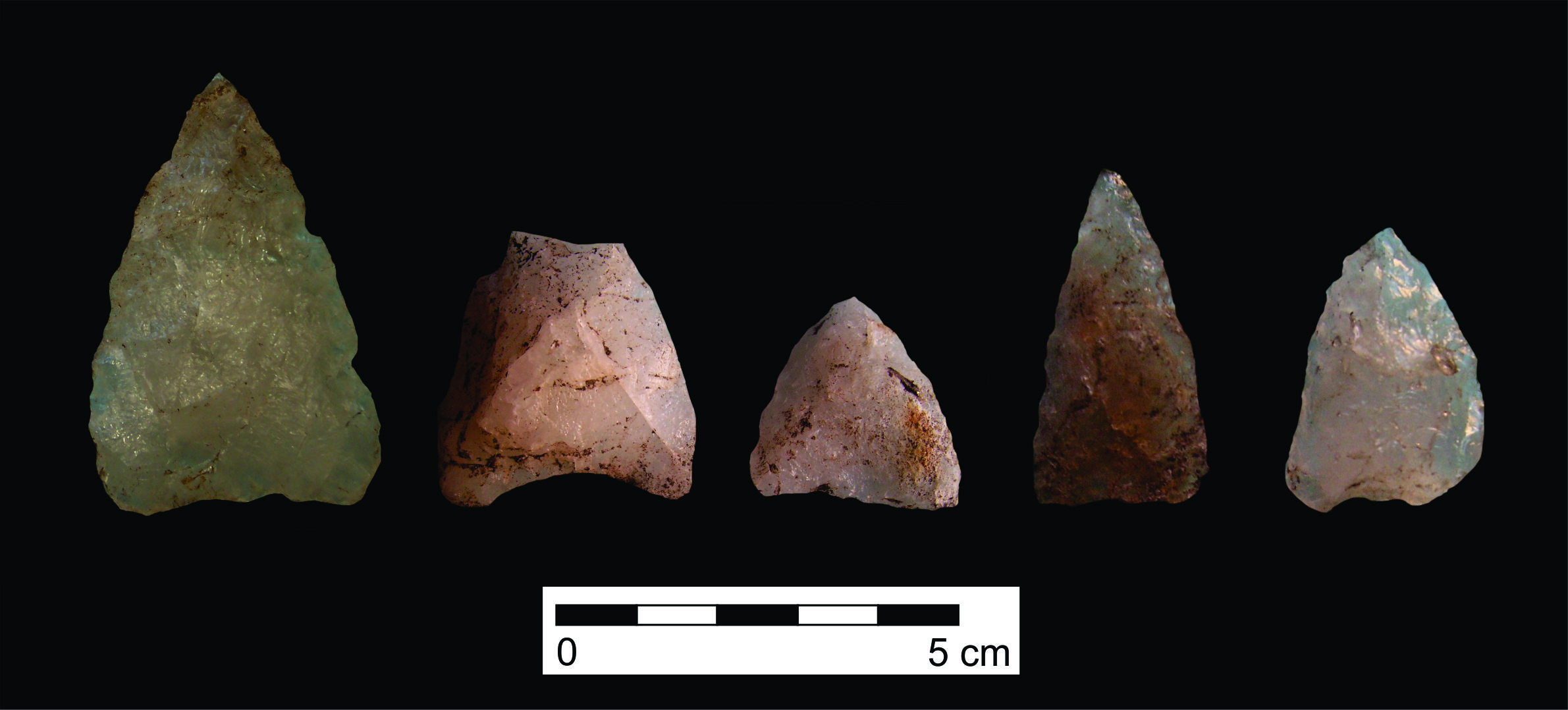
Puntas triangulares de sitios arqueológicos de la Pampa de Achala

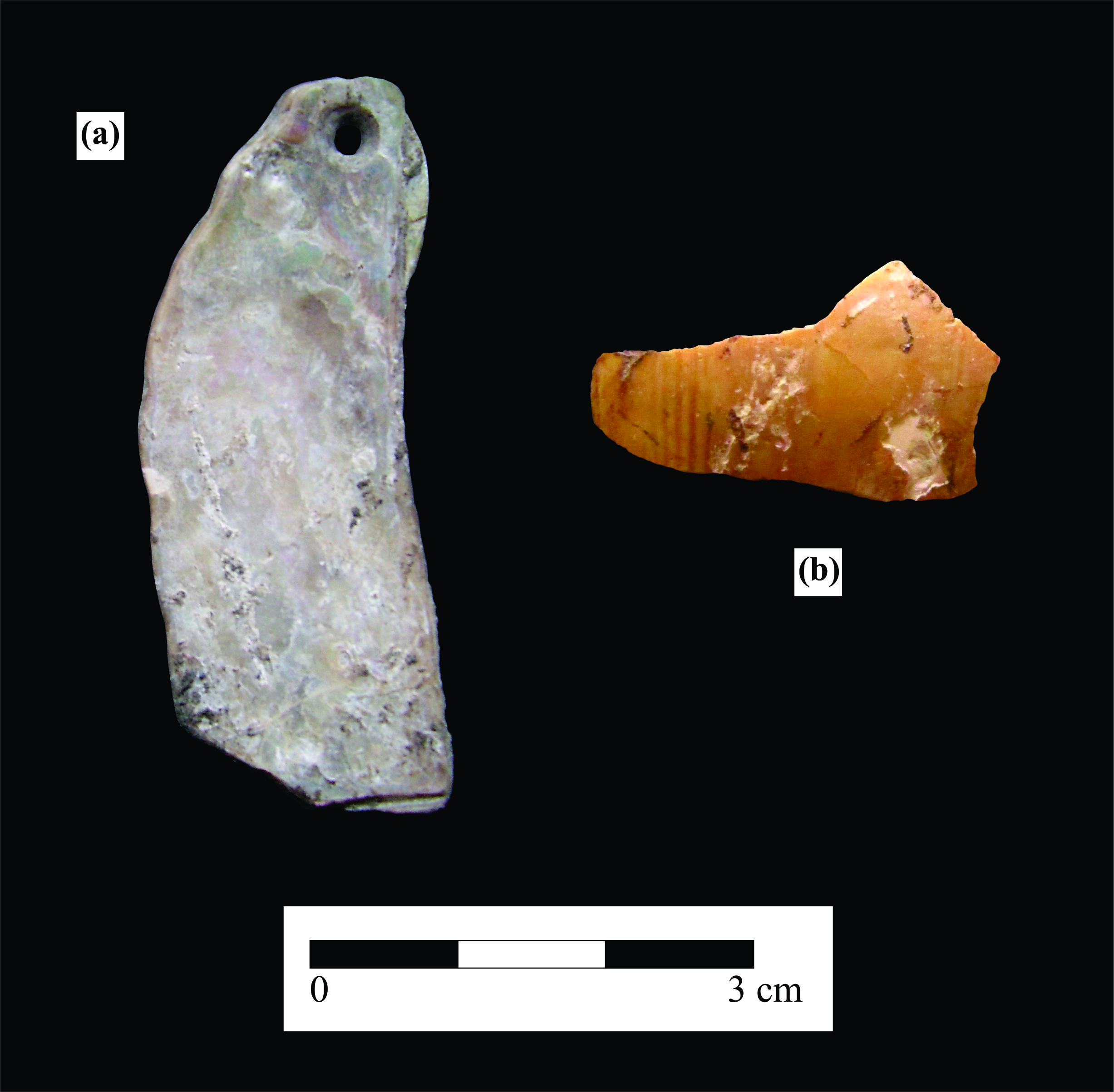
a) colgante en valva de almeja nacarada (Anodontites sp. o Diplodon sp.), procedente del sitio arqueológico Quebrada del Real 1 (Pampa de Achala); b) fragmento de artefacto en una valva de molusco marino (sitio Arqueológico Arroyo El Gaucho 1, Pampa de Achala)

En el período que abarca entre 4000 y 2000 años antes del presente aumentó la demografía regional y, si bien continuaron con patrones de movilidad similares a los anteriores, surgieron diferencias en la tecnología lítica y en las estrategias de obtención de alimentos. Se adoptaron nuevos diseños de puntas de proyectil, de forma triangular y tamaño mediano, que al igual que en el período anterior se arrojaban con propulsores. Asimismo se entablaron vínculos de larga distancia con otros grupos, como lo sugieren hallazgos de artefactos elaborados con valvas de moluscos provenientes del río Paraná y de la costa Atlántica.
También aumentó la importancia de plantas silvestres en la dieta, al igual que el consumo de pequeños animales como armadillos (Dasypodidae), roedores y caracoles terrestres (Plagiodontes sp, Bulimulus sp, entre otros). De esta manera, aunque los camélidos y cérvidos continuaron siendo las principales presas, se amplió la variedad de especies consumidas, tanto vegetales como animales. En tal sentido, hace 3000 años antes del presente se registran las primeras evidencias del consumo de maíz (Zea mays), una planta alóctona probablemente obtenida a través de intercambios con grupos agricultores que, por entonces, comenzaban a instalarse en regiones vecinas como el Noroeste Argentino y el litoral del Río de la Plata. Debido a esta amplitud, los grupos de este período fueron definidos como “cazadores-recolectores generalizados”.

### Expresiones simbólicas

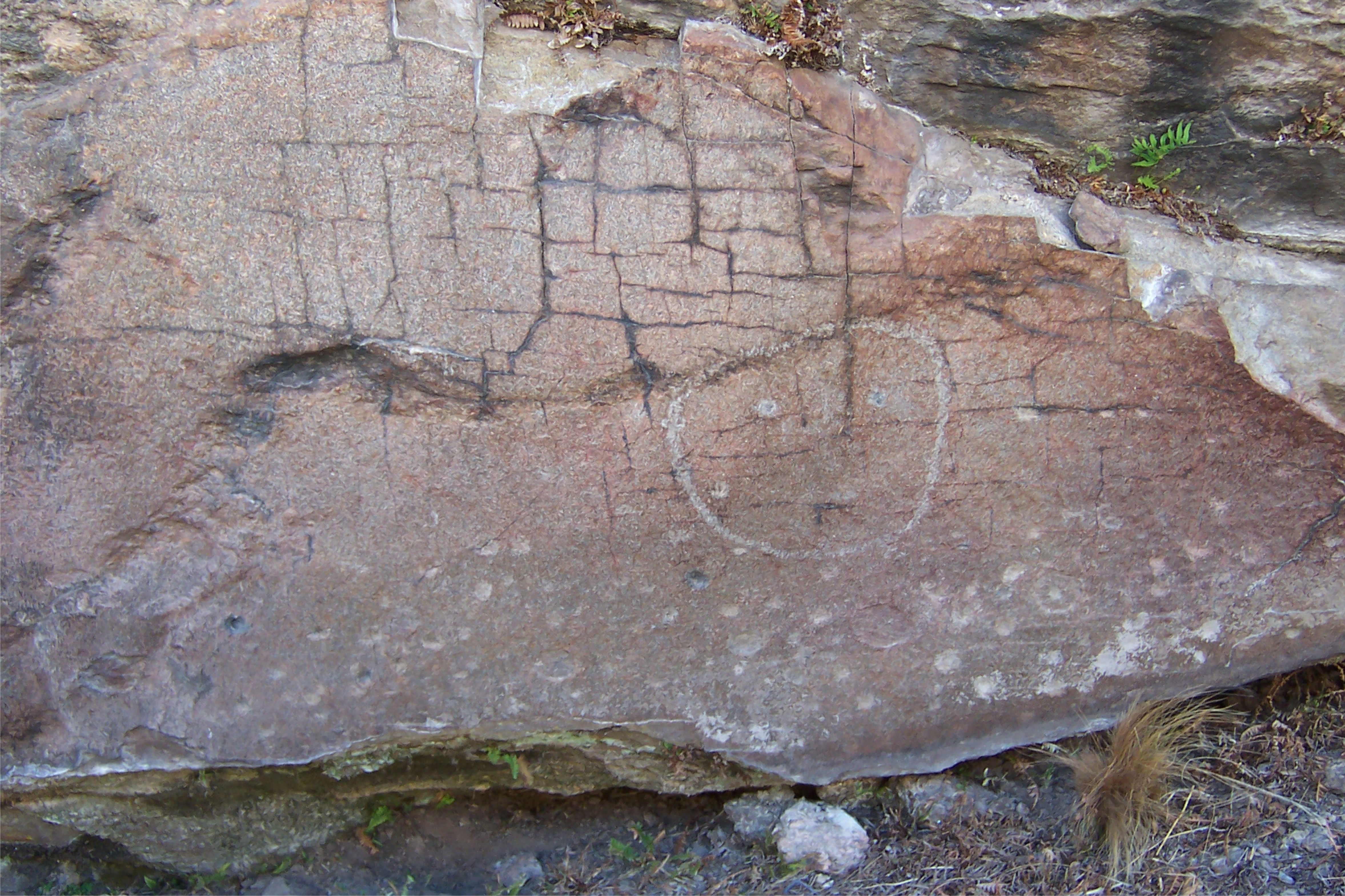
Panel con hoyuelos grabados en el sitio arqueológico La Quebradita 1 (Pampa de Achala)

Los cambios ocurridos durante este período se materializaron, entre otros aspectos, en las primeras expresiones simbólicas relacionadas con la construcción de identidades sociales y la pertenencia de los grupos a determinados territorios, como es el caso del arte rupestre y las sepulturas.
En los ambientes de pastizales de altura sobre las Sierras Grandes se incorporó por primera vez, entre las prácticas cotidianas, la creación y observación del arte rupestre. Se identificaron sitios con representaciones grabadas, como La Quebradita 1, que presenta hoyuelos en la pared rocosa de un alero con una antigüedad de 3000 años.
Este momento está caracterizado también por una mayor presencia de enterratorios, un tipo de práctica social que los arqueólogos/as relacionan con estrategias de fortalecimiento de los lazos grupales. Esta articulación se establecía a partir de vínculos construidos entre las comunidades y sus ancestros, con la visita reiterada a determinados lugares. Las investigaciones destacan las sepulturas de los sitios Cruz Chiquita 3 y Resfaladero de los Caballos, en el valle de Traslasierra, ya que la elección de lugares elevados y la construcción de tapas de piedras promovieron una cierta demarcación y monumentalización del paisaje, es decir su configuración como un espacio de memoria.

### Nuevos roles sociales
En contraste con las sociedades del período anterior, entre las cuales no hay evidencias de autoridades o personas con roles especiales, durante este período esta situación comenzó a modificarse. Los arqueólogos/as plantean que en el interior de estas comunidades de cazadores-recolectores del Holoceno tardío inicial, se produjeron nuevos tipos de roles, posiciones e identidades personales, relacionadas con esferas como la gestión política, ritual o de redes de intercambio. Además de los adornos mencionados en valvas de moluscos de procedencia lejana, se destacan hallazgos como los restos de un atuendo con particulares condiciones visuales y sonoras, formado por más de 100 grandes cuentas de caracol terrestre (Megalobulimus lorentzianus, antes Megalobulimus oblongus), con distintos tipos de perforaciones y en parte pintadas de rojo. Este atuendo, probablemente utilizado por un individuo con una posición social especial, fue localizado en un entorno funerario a orillas del Dique San Roque y cuenta con una datación radiocarbónica de 3900 años de antigüedad.

## Transición hacia la producción de alimentos (entre 2000 y 1100 años de antigüedad)
Hace unos 2000 años, en el marco de condiciones climáticas y ambientales similares a las actuales, se acentuaron las transformaciones en el modo de vida de los cazadores-recolectores serranos. Estos grupos experimentaron cambios en la subsistencia, en la movilidad y en la aparición de nuevas tecnologías, como la incorporación del arco y flecha y los primeros indicios de producción de cerámica.
Hace 1500 años se produjo una ocupación más intensa de los ambientes serranos de altura y una expansión hacia paisajes que habían estado poco integrados a los circuitos de movilidad. Se trata fundamentalmente de ambientes chaqueños áridos que proporcionaron recursos vegetales silvestres en épocas de verano (por ejemplo las sierras de Guasapampa, el valle de Copacabana y Serrezuela). Esta y otras informaciones permiten señalar una mayor importancia de los vegetales en la dieta. Para estos momentos se registra el consumo de pequeños granos, entre ellos quenopodios silvestres y otros recursos como frutos de árboles chaqueños: algarrobos (Prosopis spp.), mistol (Sarcomphalus mistol, anteriormente Ziziphus mistol) y chañar (Geoffroea decorticans). Asimismo se identifica el manejo de plantas anuales, posiblemente a través de la protección de especies que prosperan tras el disturbio antrópico (por ejemplo, con la limpieza de terrenos), lo que pudo desencadenar una posterior adopción de prácticas de cultivo.
Existe así una continuidad con los procesos iniciados en momentos previos, una intensificación de los mismos durante este período y una proyección como antecedentes para el siguiente, durante el cual se produjo la máxima expresión de la trayectoria analizada (por ejemplo, respecto al aprovechamiento de los recursos silvestres, la ocupación de paisajes periféricos, el acceso y dependencia hacia las plantas cultivadas, así como las restricciones y demarcaciones territoriales).

## Comunidades prehispánicas tardías (entre 1100 y 450 años de antigüedad)

### Asentamiento y movilidad

#### Poblados y viviendas
Los poblados o campamentos residenciales a cielo abierto, localizados en los valles y piedemontes de las sierras, reflejaban la concentración, fundamentalmente durante el verano, de un conjunto de familias que realizaban actividades agrícolas, de recolección de frutos silvestres, la captura de pequeños animales, así como el procesamiento, almacenamiento y consumo de sus productos.
Estos sitios presentan diferencias relativas a su tamaño, variedad de actividades llevadas a cabo, frecuencia de las reocupaciones y persistencia en el largo plazo, en muchos casos con antecedentes de uso que se remontan hasta los períodos previos. En ocasiones estos poblados se encontraban a corta distancia unos de otros, y otras veces estaban más distanciados, según las características de los terrenos y la disponibilidad de fuentes de agua.

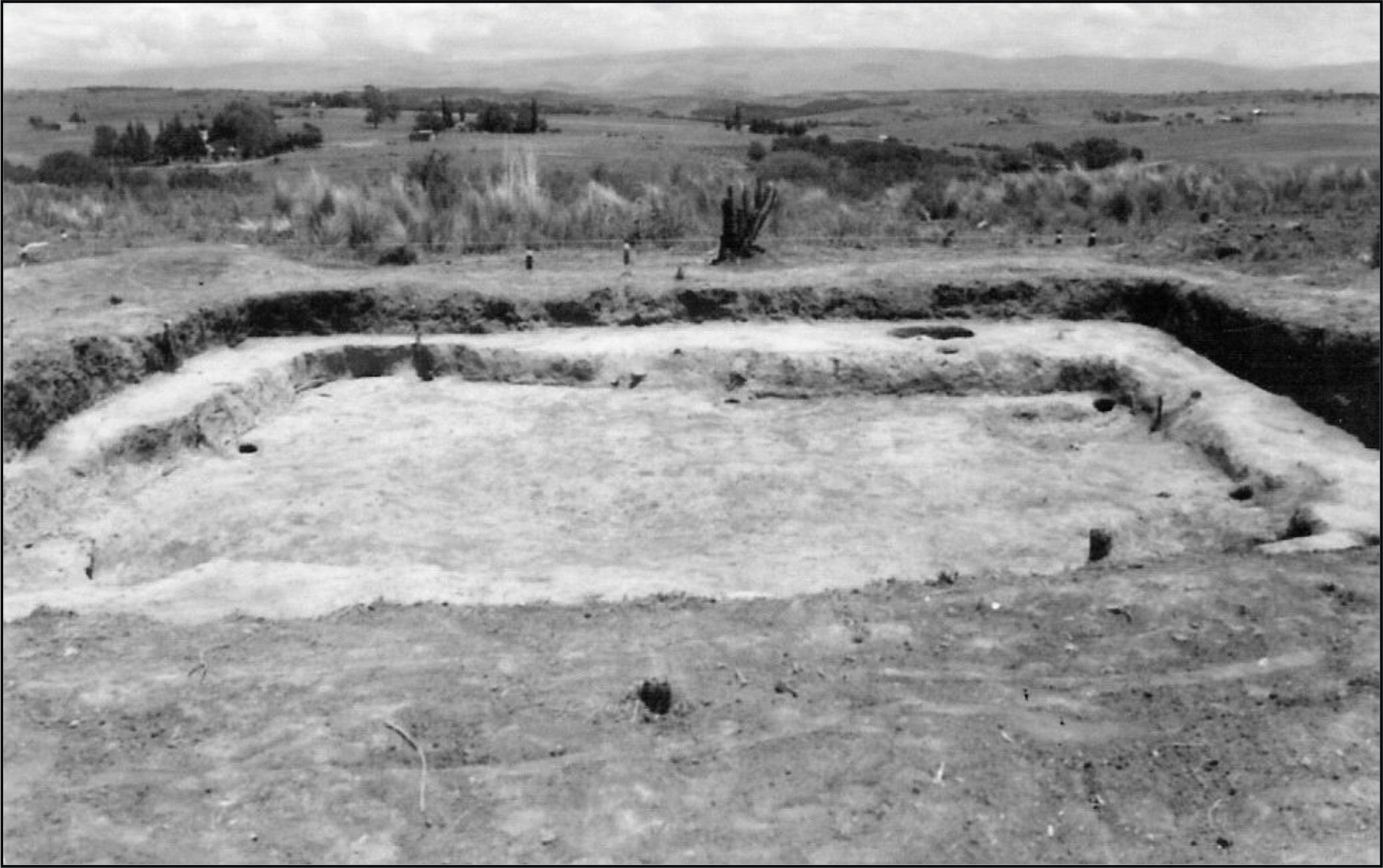
Recinto habitacional o casa-pozo en Potrero de Garay (valle de Los Reartes)

Las viviendas estaban construidas con materiales perecederos (troncos, ramas, cueros), ya que no emplearon la piedra. En algunos sitios arqueológicos como Potrero de Garay (valle de Los Reartes) las casas eran recintos rectangulares semi-enterrados, entre 0.6 y 1.2 m de profundidad, con un largo de alrededor de 6 m. En el perímetro de estos recintos se identificaron los agujeros donde se colocaron los postes que sostenían el techo, así como una rampa que permitía el acceso desde el exterior.
En las adyacencias así como en el interior de estos recintos se realizaron diversas prácticas a nivel doméstico. Un aspecto destacado fue la excavación de fosas para la inhumación de sus muertos. De este modo, las personas fallecidas permanecían integradas en los esquemas de actividad cotidiana (cocinar, dormir, confeccionar instrumentos), probablemente como una manera de perpetuar su memoria entre los vivos y reforzar los lazos entre los antepasados, sus descendientes y los territorios ocupados.

#### Dispersión estacional
Para las comunidades originarias de la actual provincia de Córdoba, la movilidad constituyó una estrategia central en sus modos de vida. En algunas zonas serranas se identifican sitios arqueológicos que pueden ser relacionados con mecanismos de dispersión estacional de los grupos co-residentes en los poblados a cielo abierto.
En los faldeos y cumbres de las Sierras Grandes, donde se extienden las altiplanicies como la Pampa de Achala (1500 a 2300 metros sobre el nivel el mar), no se detectan los sitios habitacionales tan frecuentes en los valles, y en su lugar son comunes los sitios arqueológicos asociados a cuevas y aleros rocosos. Casi siempre son de pequeñas dimensiones y disponen de reducidas infraestructuras de molienda (morteros). Los vestigios hallados en excavaciones señalan la realización de tareas como la preparación y consumo de alimentos, así como la confección de instrumentos líticos a partir de rocas disponibles en el entorno, como el cuarzo. La ocupación de estos sitios puede ser vinculada con la cacería de animales de tamaño grande y hábitos gregarios, como los guanacos (Lama guanicoe) y venados de las pampas (Ozotoceros bezoarticus).
Otros paisajes ocupados de manera estacional fueron las serranías noroccidentales (sierras de Pocho, Guasapampa y Serrezuela), que comprenden ambientes áridos en la transición con el Chaco Seco y la zona de las Salinas Grandes. En el valle de Guasapampa y en los alrededores de las sierras de Serrezuela se identificaron sitios arqueológicos que también señalan desplazamientos estacionales. Se aprecian diferencias entre la sección sur de Guasapampa, por un lado, y la sección norte y las sierras de Serrezuela por otro. En el primer caso se trata de aleros y cuevas de reducido tamaño, mientras que en el segundo son sitios a cielo abierto en cercanías de pequeñas aguadas. La mayoría presenta manifestaciones de arte rupestre, pertenecientes a diferentes estilos de pinturas y grabados. Las ocupaciones se vinculan con fases de dispersión de comienzos de la temporada estival, emprendidas por los habitantes del valle de Traslasierra cuando estaban disponibles frutos del Bosque Serrano y huevos de ñandú (Rhea spp.).

### Actividades de subsistencia

#### Recolección vegetal y cultivos

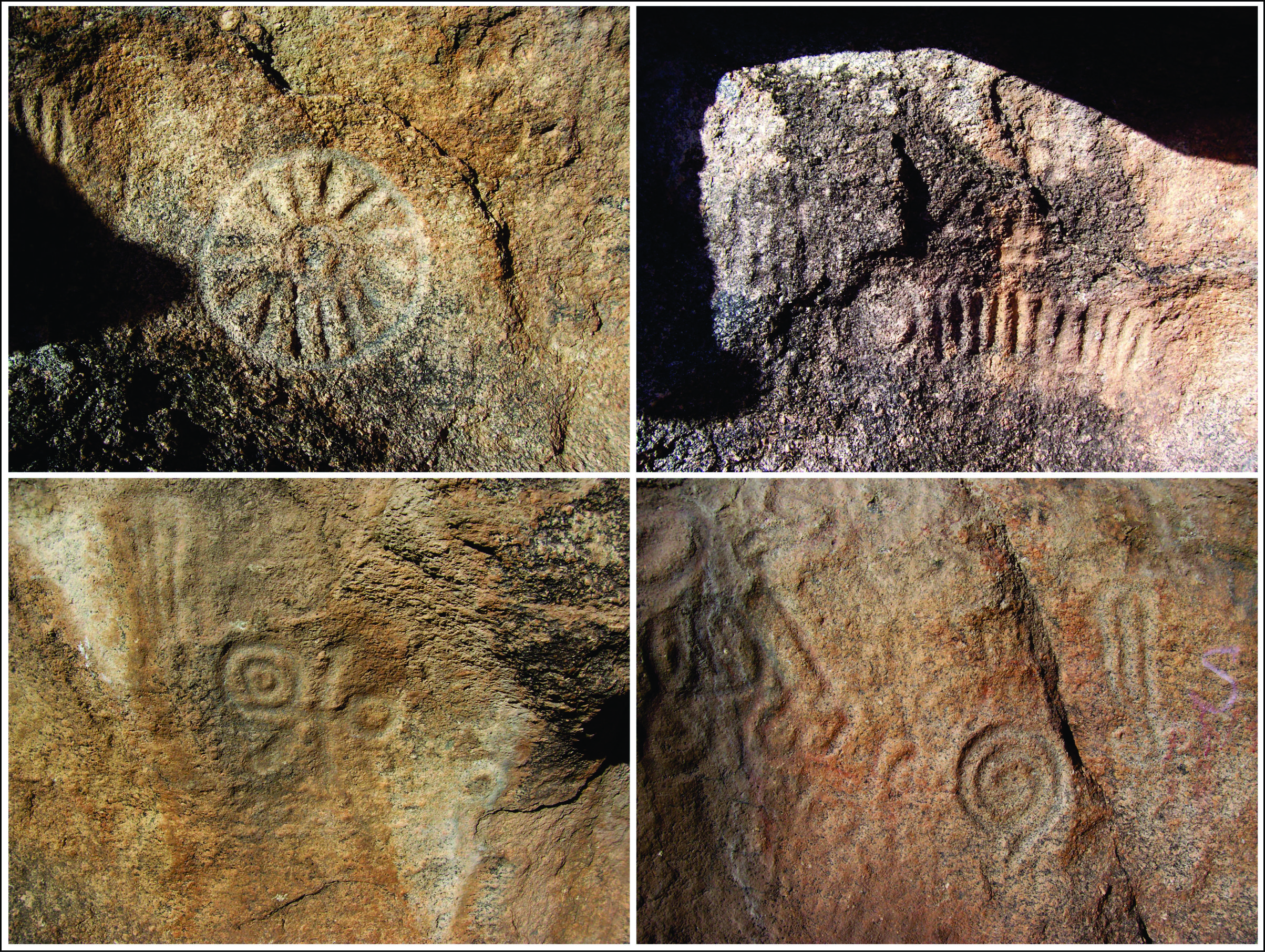
Grabados rupestres de las sierras de Serrezuela

El manejo de plantas por parte de las comunidades prehispánicas fue un aspecto importante de su subsistencia. Para este período el registro arqueobotánico es amplio, con un listado diverso de especies aprovechadas. Entre las plantas silvestres se cuentan el mistol (Sarcomphalus mistol, anteriormente Ziziphus mistol), molle de beber (Lithraea molleoides), piquillín (Condalia spp.), algarrobos (Prosopis spp.), chañar (Geoffroea decorticans), Oxalis sp. y Schinus sp. También fueron consumidas la quínoa negra (Chenopodium quinoa var. melanospermum) y el poroto silvestre (Phaseolus vulgaris var. aborigeneus).
Entre las especies cultivadas se destacan el maíz, porotos (Phaseolus vulgaris y Phaseolus lunatus), quínoa (Chenopodium quinoa var. quinoa), zapallos (Cucurbita spp.), papa (Solanum sp. cf. tuberosum) y posiblemente batata/camote o mandioca (Ipomea sp. o Manihot sp.). La domesticación de estas plantas no fue un proceso desarrollado a nivel local. Es decir que se trataba de plantas alóctonas, ingresadas al actual territorio de Córdoba para su aprovechamiento por parte de las comunidades originarias. Fueron los lazos sostenidos a través del tiempo con grupos de regiones vecinas, con una vasta experiencia en el cultivo, los que permitieron a los pueblos serranos el acceso a este tipo de recursos.
De este modo, una variedad de vegetales fueron integrados a la subsistencia, aprovechando aquellos que fructificaban en verano (frutos arbóreos y arbustivos) y que posteriormente se podían almacenar, junto a otros de momentos invernales, cuando el alimento en general era más escaso, como las raíces silvestres disponibles en el paisaje (por ejemplo Oxalis).
La agricultura practicada por las comunidades originarias de las serranías cordobesas fue de baja escala, con parcelas dispersas en el paisaje para disminuir los riesgos de pérdidas totales por causas ambientales (por ejemplo granizo o plagas), con una baja tecnificación (no construyeron acequias ni muros de contención) y a secano o temporal, es decir basada en el riego con lluvia.

#### Cacería, recolección de huevos y manejo de animales domesticados
Este período se caracterizó por una economía mixta o diversificada, basada en la obtención de recursos silvestres y la incorporación de elementos propios de un modo de vida campesino, como el cultivo de plantas domesticadas.
Como ocurría en tiempos anteriores, las principales presas de caza eran especies de porte grande, caracterizadas por hábitos gregarios y por ocupar entornos de vegetación abierta, como los pastizales de altura en las Sierras Grandes: el guanaco (Lama guanicoe) y el venado de las pampas (Ozotoceros bezoarticus).
También fue significativa la captura de pequeños animales, presentes en diferentes tipos de ambientes como los pastizales de altura y el Bosque Serrano. Entre ellos sobresalen la corzuela o cabra del monte (Mazama gouazoubira), armadillos (Dasypus sp., Chaetophractus sp., Tolypeutes sp.), roedores (Microcavia sp., Galea sp., Dolichotis sp.), reptiles como lagartos (Salvator sp., anteriormente Tupinambis sp.) y aves (Tinamidae). Aunque el aprovechamiento de estas pequeñas presas debió ser importante para la subsistencia, su realización no requería planificaciones especiales. Las capturas pudieron lograrse como fines “agregados” a otras actividades, por ejemplo mientras se cuidaban las parcelas de cultivo o se cazaba animales grandes.
Una importante fuente de proteína animal provino de la recolección de huevos de dos especies de ñandú: el ñandú común y el choique. Estas aves de entornos de vegetación abierta nidificaban hacia finales de la primavera, que era la época en que podían recogerse sus huevos.
En cuanto al posible manejo de llamas (Lama glama), las evidencias arqueológicas no son definitivas. En general se trata de información indirecta, obtenida de los documentos escritos por los españoles a finales del siglo XVI. Allí se menciona que las comunidades originarias criaban “ganado de la tierra”, que era la denominación dada a las llamas por los conquistadores en la región andina, fundamentalmente aprovechadas por su lana. Otros datos provienen del arte rupestre, ya que en ciertas zonas como el Cerro Colorado y las sierras de Serrezuela se identifican escenas que involucran a hileras de camélidos atados por el cuello, eventualmente con una persona al frente. Estas observaciones son insuficientes para confirmar que se trataba de situaciones locales de manejo de rebaños (y no por ejemplo de realidades vistas en otras regiones, o de caravaneros llegados desde zonas vecinas), o bien para estimar la posible antigüedad de este tipo de prácticas en la región.

### Tecnologías

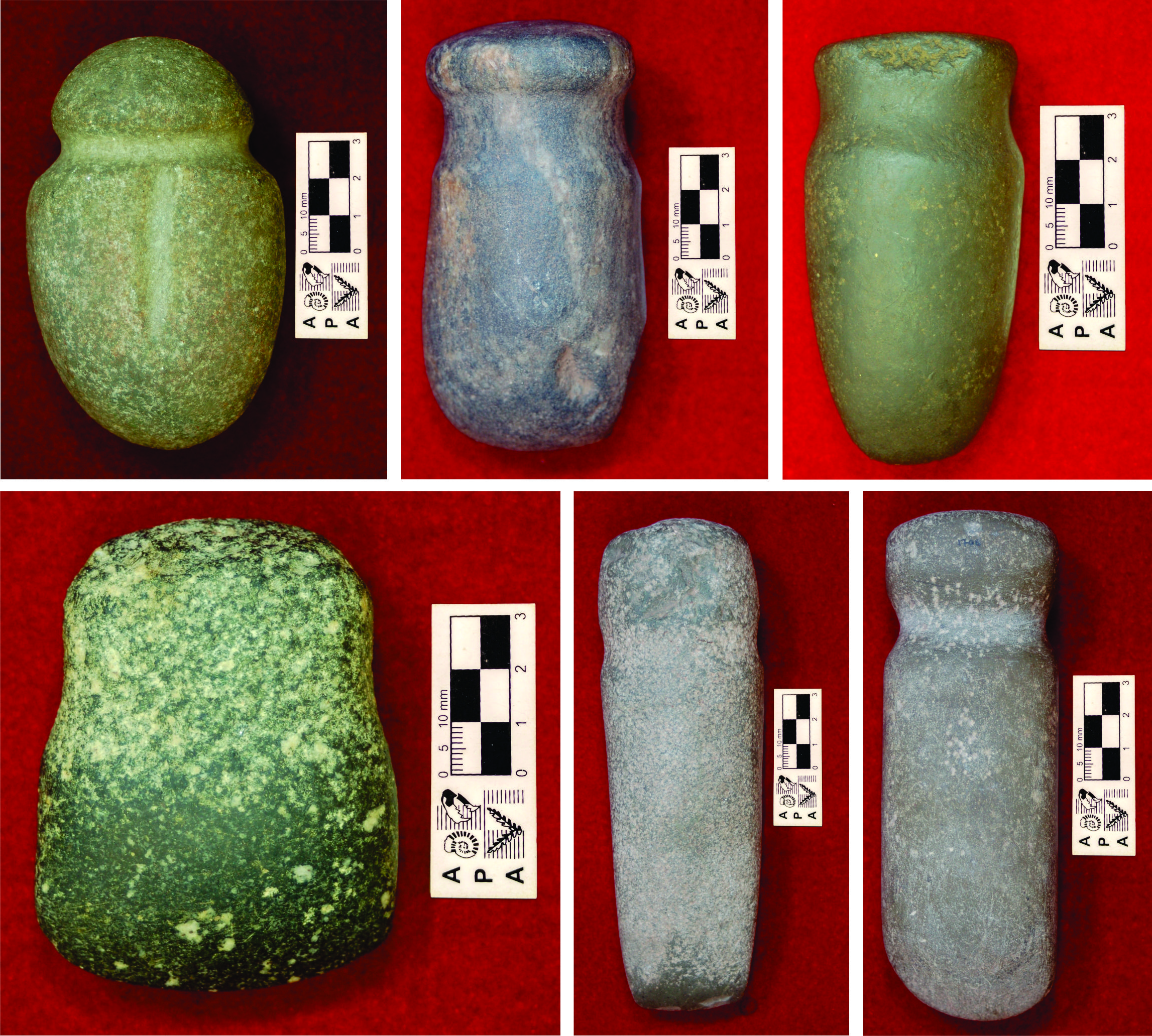
Azuelas y hachas del valle de Punilla (Museo Arqueológico Numba Charava de Villa Carlos Paz)

Las comunidades originarias elaboraron variados instrumentos, vinculados con las distintas tareas cotidianas (cacería, recolección de frutos silvestres, cocción de alimentos, confección de vestimentas, etc.). No obstante, dadas las particularidades ambientales, solo perduraron hasta nuestros días aquellos realizados con materiales no perecederos, es decir piedra, hueso, valvas de moluscos y cerámica. Las herramientas de piedra tenían diferentes formas y requerían, en ocasiones, una escasa modificación de la materia prima. En otros casos se trata de instrumentos que demandan mucho tiempo, esfuerzo y conocimientos para su elaboración, con diseños comunes o estandarizados que permitían cumplir con ciertas actividades específicas. Un ejemplo son las azuelas y hachas pulidas, fundamentales para crear claros en el Bosque Serrano, fomentar el crecimiento de plantas silvestres con frutos comestibles y cultivar.

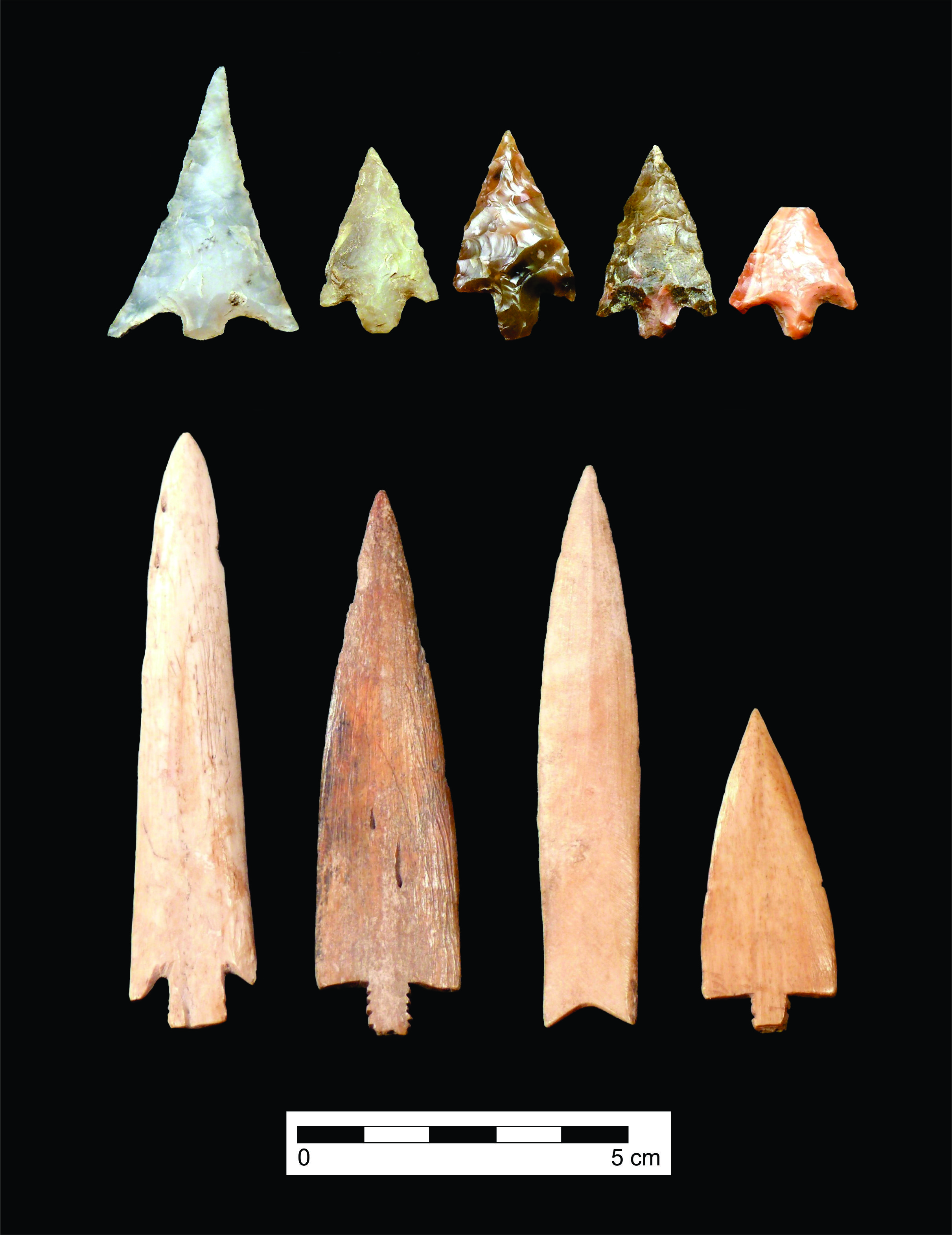
Puntas de proyectil líticas y óseas del Holoceno tardío final (entre 1100 y 450 años de antigüedad). Proceden del valle de Punilla y están depositadas en el Museo Arqueológico Numba Charava de Villa Carlos Paz.

Las puntas de proyectil, elaboradas tanto en roca como en hueso, resultan claves para comprender aspectos tecnológicos relacionados con la intensificación económica, entendida como la incorporación de diversos recursos a la dieta, y los cambios en las relaciones sociales. Las características de las armas sugieren que la captura de presas no era una simple actividad complementaria de otras prácticas económicas más relevantes. En tal contexto, las flechas impulsadas con arcos habrían jugado un rol crucial para abatir a variados animales, en un marco de diversificación de la subsistencia, pero también de incremento de las tensiones sociales. El arco permitió la cacería individual, sin requerir necesariamente la cooperación o ayuda mutua de varios cazadores, facilitando que cada familia pudiera desarrollar pautas autónomas sin depender de la toma de decisiones de grupos más inclusivos.
Los instrumentos óseos fueron elaborados a partir de desechos del consumo de alimentos, en especial huesos de guanaco. La mayoría de ellos, por ejemplo punzones, leznas y agujas, se utilizaron para procesar subproductos de la caza (pieles y cueros) o bien para confeccionar artefactos destinados a la obtención, procesamiento y almacenamiento de diversos productos. Se cuentan retocadores aplicados a la manufactura de instrumentos líticos, alisadores de cerámica, cuchillos aserrados o punzones para elaborar cestas y redes. Las mencionadas puntas de proyectil, así como una serie de artefactos de hueso caracterizados por motivos grabados, escapan a estas consideraciones y se distinguen por una elevada inversión de trabajo para su confección.

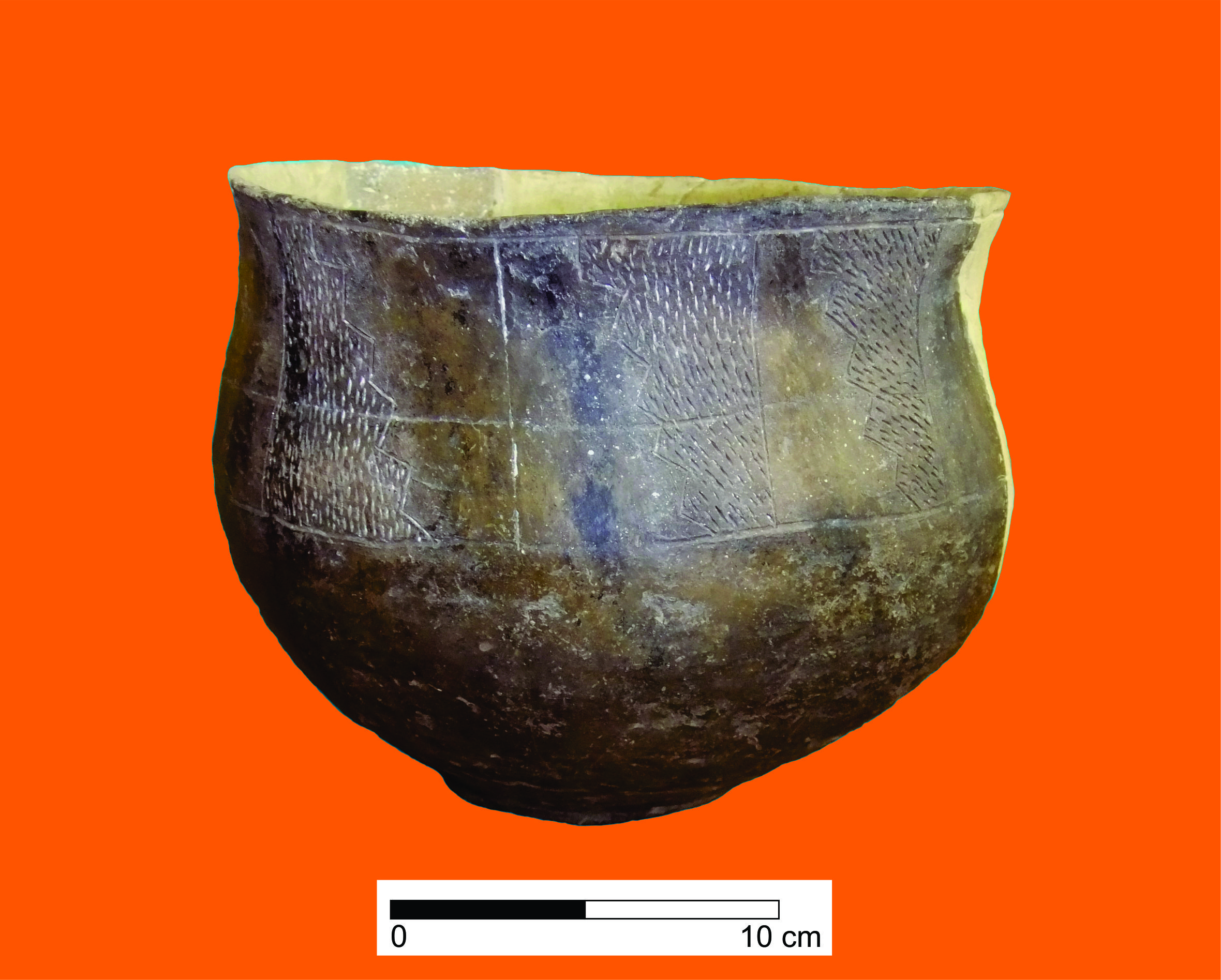
Recipiente cerámico de Potrero de Garay (valle de Los Reartes)

La producción cerámica también avala la idea de un patrón de subsistencia diversificado y una alta movilidad residencial. Los alfareros confeccionaron a nivel doméstico una gran variedad de vasijas cuya forma o diseño se regía por las diferentes necesidades de consumo, en consonancia con un modo de vida móvil. Los recipientes tenían una morfología adecuada para hervir maíz y porotos, productos que requieren varias horas de cocción para ser comestibles, pero también resultaron adecuados para cumplir con tareas de transporte, almacenaje y cocción de distintas sustancias.
Finalmente, aunque no se conservaron en los sitios arqueológicos, sabemos que se elaboraron artefactos livianos en fibras orgánicas, destinados a usos como la vestimenta o contenedores para el traslado, procesamiento y almacenamiento a corto plazo de productos agrícolas o de la recolección.

### Estructuras sociopolíticas

#### Instancias de congregación
Numerosos sitios arqueológicos, distribuidos por diferentes áreas y ambientes serranos, señalan actividades realizadas en forma colectiva. En la mayoría se registran infraestructuras o acondicionamientos y abundantes residuos relacionados con la preparación y consumo de alimentos a gran escala. Las infraestructuras consisten en equipos para la molienda en rocas fijas, definidos por su inmovilidad y larga vida útil. Estas características promovían un retorno periódico a los lugares, que se erigían así como un tipo de monumento capaz de localizar en el espacio una parte de la memoria de la comunidad, así como sus sentidos de pertenencia al territorio.

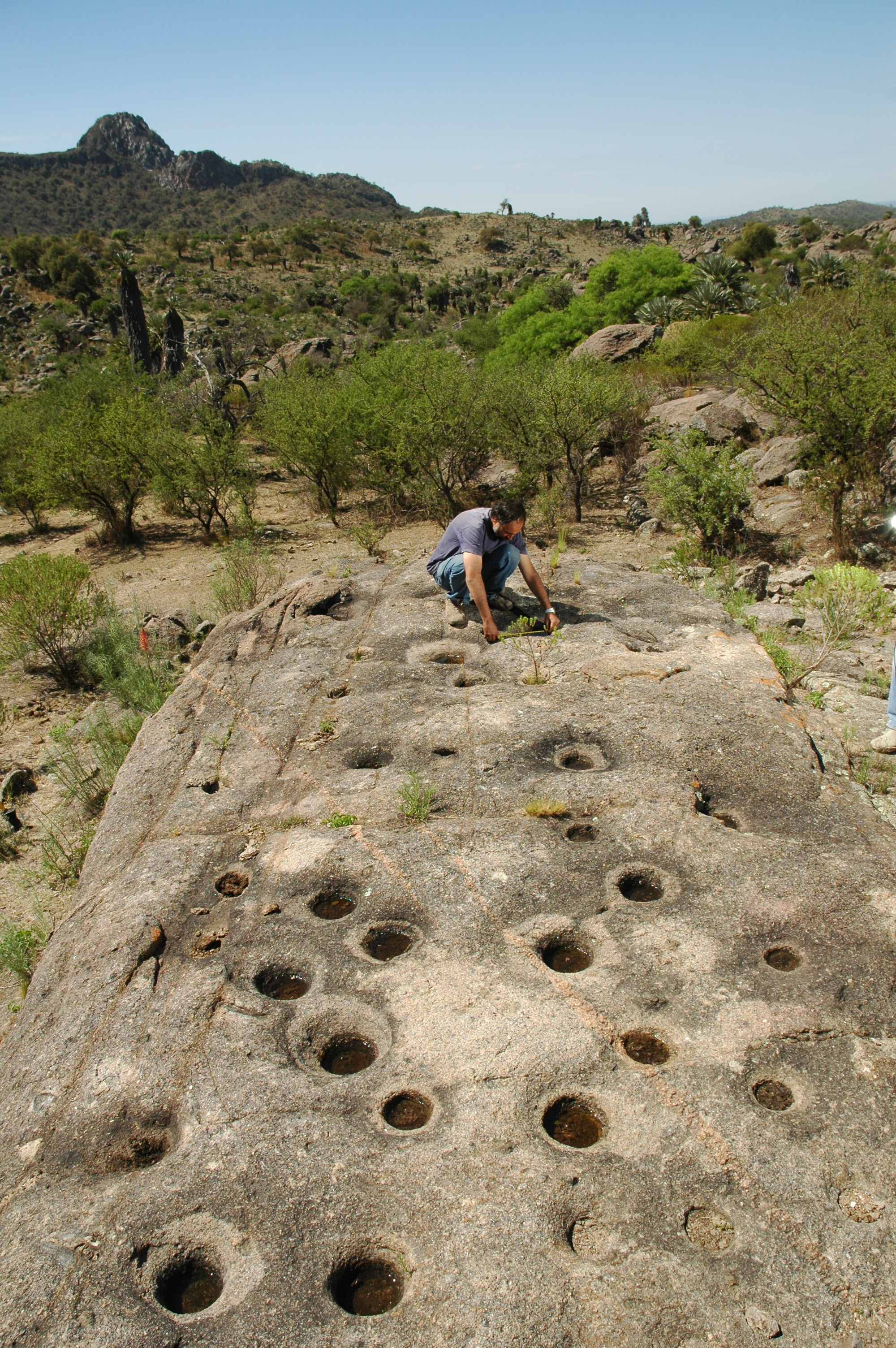
Infraestructura para la molienda colectiva en un sitio arqueológico del valle de Traslasierra

Los documentos escritos del tiempo de la conquista insisten en la importancia de las reuniones colectivas de los pueblos originarios (“juntas”), con un carácter celebratorio (“fiestas”, “festines”, “convites”) y relacionadas con el aprovechamiento de los recursos silvestres (“cazaderos”, “tiempo de la algarroba”). Estas instancias de participación colectiva, en determinados sitios de importancia pública, fueron significativas en términos de las definiciones territoriales, de la explotación de los recursos silvestres y de la integración política de las comunidades.

#### Estrategias de segmentación
Junto a las fuerzas integradoras, materializadas en eventos colectivos de carácter celebratorio, los documentos coloniales tempranos señalan mecanismos contrapuestos que alentaban la fragmentación y el sostenimiento de cuotas de autonomía para los grupos domésticos y linajes familiares. Por ejemplo, una vez alcanzado cierto nivel de crecimiento y tensión interna, los grupos co-residentes se segmentaban y comenzaban a ocupar nuevas tierras, solo restableciendo con el tiempo y eventualmente, los lazos con la “comunidad madre”.
Los diversos testimonios arqueológicos que señalan procesos de dispersión estacional de los grupos co-residentes, las variadas trayectorias de reocupación de los sitios habitacionales, así como la importancia de las prácticas rituales realizadas a escala doméstica, sugieren grados considerables de autonomía retenidos por estos segmentos sociales que, en otras instancias, podían articularse en estructuras más inclusivas. Estas condiciones significaron un límite concreto para los procesos integradores y para la centralización del poder político en el seno de estas antiguas sociedades.

#### Demarcaciones territoriales
Durante este período se incrementaron sensiblemente las demarcaciones territoriales, iniciadas en tiempos previos a través de formas materiales como el arte rupestre y las sepulturas. Casi todas las pinturas y grabados realizados sobre rocas, en diferentes paisajes como los de Cerro Colorado, las sierras de Serrezuela o el valle de Guasapampa, entre otros, corresponden a este período. A través de estos medios se transmitieron diversas informaciones y se anclaron aspectos de la identidad y de la memoria de los grupos a determinados territorios.
A la modalidad rupestre preexistente desde hace unos 3000 años, basada en motivos grabados de hoyuelos, se sumaron en este tiempo otros estilos de pinturas y grabados. Asimismo, se multiplicaron los sitios donde fueron realizados. Algunos fueron creados para su observación solo por un número reducido de personas, posiblemente emparentadas entre sí, como se aprecia en el sur del valle de Guasapampa.
En otros casos las imágenes fueron plasmadas en lugares abiertos, de gran visibilidad incluso para numerosas personas en simultáneo, ocasionalmente en sitios de importancia pública asociados a infraestructuras para la molienda colectiva. En estos paisajes, por ejemplo del sector norte del valle de Guasapampa o del faldeo occidental de las sierras de Serrezuela, se destacan las figuras grabadas, de mayor tamaño y con predominio de motivos geométricos, diferentes a las pinturas realizadas en los pequeños refugios transitorios del sur de Guasapampa. Se interpelaba así a grupos más extensos, eventualmente a propios y extraños, denotando la apropiación de puntos importantes del paisaje como reservorios de agua.
También se crearon nuevos o se incrementó la importancia de los espacios funerarios preexistentes. Por ejemplo en Cerro Colorado, en cercanía de la principal instalación para la molienda, se detectó recientemente un sitio de inhumación colectiva, con restos de más de 80 personas sepultadas en un reducido sector del mismo. De este modo, la acumulación a lo largo del tiempo de prácticas como la preparación y consumo de alimentos, el entierro de difuntos y el pintado de cuevas y aleros, configuró a este paisaje de Cerro Colorado como un sitio de gran relevancia pública.

#### Redes de media y larga distancia
Aunque es cierto que desde tiempos previos se identifican señales de la participación de las comunidades serranas en redes de interacción de alcance extrarregional, es durante este período cuando se verifica un máximo desarrollo de este tipo de vinculaciones. A través de las mismas ingresaron regularmente a la región objetos terminados y materias primas alóctonas, como determinadas rocas (por ejemplo sílices), valvas de moluscos (Anodontites sp., Diplodon sp., Urosalpinx sp.) y en contadas ocasiones pequeños adornos de metal.
También están incluidas las especies vegetales domesticadas, que permitieron el arraigo de cultivos locales, así como posiblemente animales de rebaño como las llamas. En otros casos los vínculos no son señalados a través del movimiento de objetos y materias primas, sino de información. Algunos estilos locales de arte rupestre revelan relaciones de media y larga distancia, por ejemplo entre las Sierras Noroccidentales de Córdoba y las Sierras de los Llanos de La Rioja, o entre las Sierras del Norte de Córdoba y las de Ancasti en el oriente catamarqueño. Del mismo modo instrumentos como espátulas óseas, empleadas para el consumo de plantas psicoactivas, posiblemente cebil (Anadenanthera colubrina), muestran afinidades estilísticas con piezas similares del noroeste argentino y del norte chico de Chile.

#### Tensiones sociales y violencia interpersonal
El escenario de este período, definido por el incremento demográfico, la intensificación de la producción, las demarcaciones territoriales y posiblemente los movimientos poblacionales, condujo a niveles crecientes de conflictividad social.
Las tensiones pueden ser advertidas, por ejemplo, en determinados paneles con arte rupestre, ubicados en lugares con una alta visibilidad pública, donde las creaciones originales fueron parcial o totalmente destruidas para imponer en el mismo sitio otras imágenes. Tales acciones se interpretan como ejercicios de violencia simbólica, donde determinados discursos provenientes del pasado, y de otras condiciones históricas o socioculturales, fueron reemplazados por nuevos relatos. Se apuntó así a la manipulación de la memoria, a la creación de otros sentidos y al establecimiento, desde un determinado poder social, de qué se debía recordar y qué se debía olvidar.

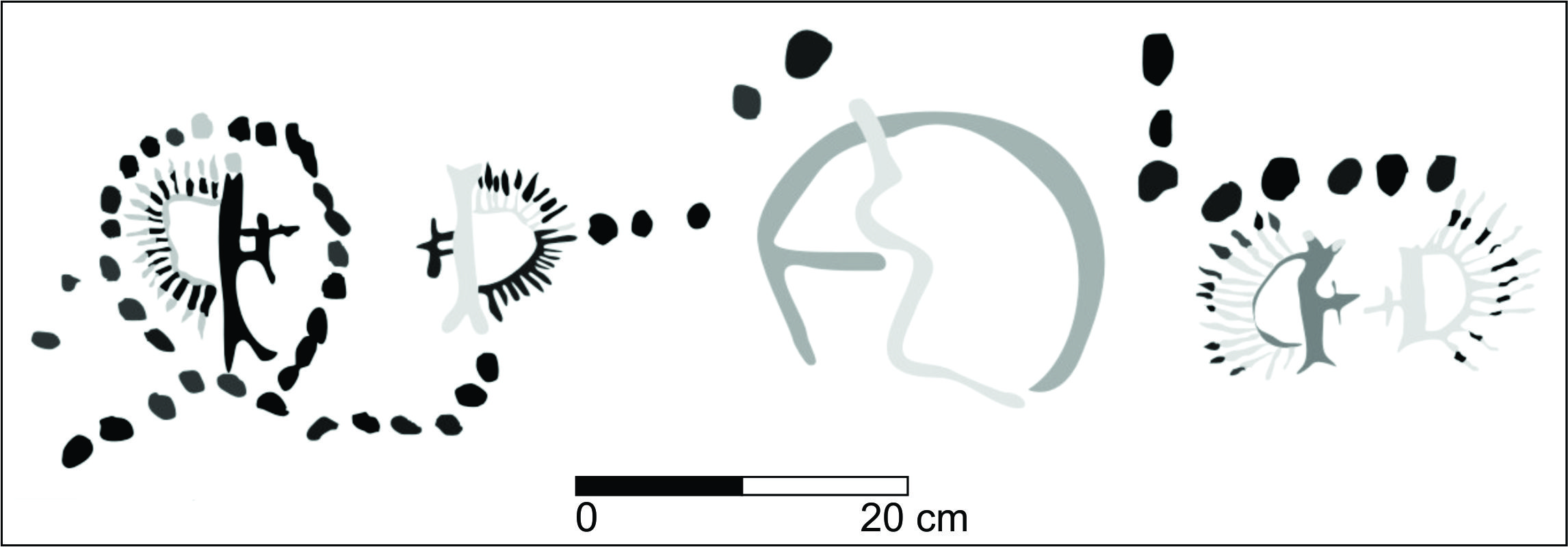
Enfrentamiento entre “guerreros” con arcos en Cerro Colorado

Entre otros sitios se registran motivos rupestres que representan armas o personas armadas, y específicamente en el caso de Cerro Colorado, escenas de enfrentamientos entre personas o grupos de individuos provistos con arco y flechas, así como con vistosos adornos dorsales, probablemente elaborados con plumas.
Por último, se han registrado algunos casos de violencia interpersonal en esqueletos con diferentes lesiones o flechas incrustadas entre los huesos. En estos casos se destaca el empleo mayoritario de puntas óseas alargadas, que probablemente eran destinadas con preferencia para los conflictos entre personas. Los documentos escritos del tiempo de la conquista hacen referencia a comunes enfrentamientos entre diferentes grupos, así como a tensiones internas en las comunidades, con frecuencia provocadas por motivos territoriales o de acceso a los recursos. Estas fuentes aluden, asimismo, a la conformación de alianzas bélicas entre grupos afines y a la instalación de cercos vivos rodeando a los poblados (“arboledas espinosas”), para resistir posibles ataques de enemigos.

## Tiempos coloniales y republicanos (450 años de antigüedad hasta el presente)

### “Comechingones” y “Sanavirones”
Los documentos producidos en las primeras décadas de ocupación colonial en la región (acaecida durante el siglo XVI), arrojan luz sobre la organización política y sistema de autoridades de las comunidades originarias de ese tiempo. Algunos cronistas como Pedro Cieza de León, Diego Fernández “El Palentino” o Gerónimo de Bibar, así como las Declaraciones de Méritos y Servicios (informes elevados al rey con los servicios de los conquistadores), mencionan entre otros la existencia de dos pueblos, o entidades socioculturales, denominadas “comechingones” y “sanavirones”. Fuera de las mismas, el vocablo “comechingón” solo se registra en la documentación colonial hasta fines del siglo XVI, como un término de referencia geográfica: “gobernación de Tucumán y sus provincias de indios comechingones, juríes y diaguitas”.
De manera tal que existen pocos elementos para afirmar que estas denominaciones se correspondieran con entidades reales y reconocidas por los propios nativos y no fueran, en cambio, identidades asignadas por los españoles, producto quizás de una diferenciación lingüística observada. En efecto, otro cúmulo importante de fuentes escritas (expedientes judiciales, títulos de merced, cartas, informaciones de los gobernadores) aporta un conjunto complejo y numeroso de nominaciones de pueblos y parcialidades, que revelan una enorme fragmentación política, con diferentes grados de sujeción y agregación. Así por ejemplo, encontramos referencias a los pueblos de Çincaçat, Naytoçacat, Cachoçacat, Yalaçacat, Achalaçacat en el valle de Punilla, Quilishenen, Yobah henen, Sanen, Yelhenen, Tolyagenen, Yalgahenen, Macathenen, Hatanhenen, Moschenen en el valle de Soto, y los pueblos de Hulumaen, Citon, Tulian, Punanquina, Tapacsua, Cantapas y Macatine en el valle de Salsacate, entre varios cientos de entidades. Algunos de estos nombres han perdurado hasta la actualidad como parte de la toponimia autóctona.
La fragmentación política, falta de indicadores culturales precisos y la ausencia de testimonios escritos y materiales directos, permite aseverar que en el espacio cordobés no existió una entidad política que englobara y gobernara, en su conjunto, a todos los pueblos bajo la nominación de “comechingones” o “sanavirones”. Estas adscripciones fueron, en todo caso, construcciones posteriores, producidas por efecto de la conquista española, donde los invasores necesitaron referirse al conjunto de la población indígena de la región bajo ciertos nombres comunes, que quizás correspondieron en realidad con alguno de los tantos pueblos con los que se enfrentaron militarmente. Situaciones similares han ocurrido en otras regiones como el Noroeste Argentino, por ejemplo con los pueblos calchaquíes, o en el sur con los grupos pampas. Todos ellos conforman un conjunto numeroso y variado de pueblos cuyas identidades fueron homogeneizadas bajo una misma adscripción atribuida y condicionada, en algunos casos, por ciertas afinidades y rasgos lingüísticos.
Las fuentes coloniales más tempranas aportan sí, algunos datos sobre las características del sistema de autoridades. Ellas revelan que las comunidades se encontraban organizadas a partir de cacicazgos simples (con un cacique o curaca) o múltiples (con un cacique principal y dos o tres secundarios). La autoridad de los jefes étnicos se basaba en el “prestigio” adquirido y en el “parentesco” que daba preeminencia a ciertos linajes.
Si bien el liderazgo y peso de la autoridad de estos jefes fue débil, los caciques podían pactar en nombre de sus pueblos alianzas para la guerra o negociar el acceso a ciertos recursos que pudieran ser escasos (el agua, las tierras de cultivo o de caza). Los jefes étnicos gozaban del respeto de los miembros de su comunidad al punto que disfrutaban de lugares o sitiales de preeminencia en las celebraciones y en algunos casos puntuales, como en pueblos del valle de Soto, llevaron adelante prácticas poligámicas, rasgo que revela su nivel de prestigio y poder, así como su capacidad económica diferencial.[cita requerida]
En cuanto a los poblados, no eran todos del mismo tamaño sino que poseían diferentes grados de agregación. Algunos de cinco familias extensas y otros de 20, 30 o 40 familias. Esta organización se corresponde con un tipo de economía mixta que utilizaba el asentamiento en valles, donde generalmente se realizaba la agricultura, con la explotación de recursos dispersos en otros espacios geográficos (espacialmente caza y recolección), que eran negociados o eventualmente defendidos de otros grupos.

### Efectos de lacolonización española
El impacto de la conquista y colonización española en la región se inició a mediados del siglo XVI con las primeras entradas y exploraciones que ingresaron por el este al mando de Francisco César en 1529, por el noroeste con Diego de Rojas y su hueste entre 1543 y 1546, poco después entre 1553 y 1554 llegó, procedente de Chile, Francisco de Villagra, y luego en 1567, lo hizo Francisco de Aguirre por el norte. La última de las entradas fue la de Lorenzo Suárez de Figueroa procedente de Santiago del Estero, en 1573. Estas exploraciones produjeron los primeros impactos en la población indígena, promoviendo enfrentamientos armados y facilitando el reconocimiento del terreno que permitiría elegir el sitio de fundación de la ciudad de Córdoba en las márgenes del río Suquía.
La fundación de Córdoba el 6 de julio de 1573 por Jerónimo Luis de Cabrera produjo uno de los primeros movimientos obligados de población, por cuanto los nativos que habitaban ese valle de Quisquitipa, fueron trasladados a otros sitios de la jurisdicción. En efecto, existe registro documentado de que parte de esta población recibió nuevas tierras en las nacientes del Río Xanaes (Río Segundo o de la Navidad para los españoles), en un lugar denominado Quisquisacate. Estos movimientos de población, algunos de manera voluntaria y otros de manera coercitiva, continuaron a lo largo de todo el siglo XVI y XVII como parte de las necesidades y condicionamientos impuestos por el nuevo sistema colonial.
Algunos de los factores que más incidieron en las formas de organización nativas fueron:
1. Nuevas enfermedades traídas por los conquistadores: el contacto de las poblaciones nativas no inmunes a enfermedades como la viruela, el sarampión y la sífilis, hicieron estragos en la demografía de la región, como ocurrió en otros lugares de América.
2. Apropiación de las tierras para la actividad económica: los españoles que se asentaron en la región recibieron como premio a sus servicios prestados a la Corona y participación en el proceso de conquista, ciertas retribuciones que adoptaron la modalidad de mercedes de tierra. Dichas concesiones se entregaron generalmente en las márgenes de los ríos, en el piedemonte y en los valles serranos, con mejores posibilidades de explotación económica. Casi todas esas tierras ya estaban ocupadas por los nativos y el proceso de otorgamiento de mercedes los impactó directamente y los desapropió. Si bien las Leyes de Indias indicaban claramente que las tierras otorgadas en merced no podían hacerse en perjuicio de terceras personas (fueran indios o españoles), en la práctica los nuevos pobladores fueron hallando los mecanismos para usurparlas.
3. Implantación del sistema de encomiendas: la merced de encomienda constituía una sesión de la Corona, que renunciaba a su derecho a cobrar el tributo a las poblaciones indígenas en favor de un particular (encomendero) quien a su vez se veía en la obligación de evangelizar y cuidar a los indígenas que recibía en concepto de encomienda. En la jurisdicción de Córdoba fue habitual que el pago de ese tributo se realizara en especies (mantas, telas, frutos de recolección o productos agrícolas) o bien en “servicio personal”, es decir en trabajo. Se produjo así la modificación de las prácticas y mecanismos de reproducción social de las poblaciones nativas, cuya inserción en nuevas modalidades de trabajo implicó la paulatina disolución de su economía doméstica.[44]
4. Traslado masivo, fraccionamiento y recomposición de pueblos: a los fines de cumplir con el tributo y las obligaciones con el encomendero muchas comunidades fueron trasladadas a los establecimientos productivos españoles (estancias, chacaras, obrajes) y con dicho movimiento fueron desvinculándose de sus tierras de origen, perdiendo así, con el tiempo, todo derecho a ellas. Así se conformaron poblaciones multiétnicas en el interior de las unidades productivas españolas.
5. Introducción de especies del viejo mundo: animales como vacas, caballos, asnos, ovejas o cerdos, y vegetales como trigo, cebada, centeno, vid o árboles frutales, fueron introducidos por los europeos para sostener las crecientes poblaciones coloniales, alterando el paisaje y modificando la economía practicada durante siglos por las comunidades originarias.
6. Introducción de poblaciones foráneas a la región: desde la primera mitad del siglo XVII y hasta fines de ese siglo, grupos indígenas provenientes de otras regiones del virreinato del Perú fueron llevados y asentados en la jurisdicción de Córdoba. Se trataba particularmente de poblaciones provenientes de los valles Calchaquíes, de la región chaqueña y de jurisdicciones contiguas como La Rioja y Santiago del Estero. Estas poblaciones foráneas se movilizaron en algunos casos voluntariamente pero, casi siempre, por la fuerza, esto es, fueron “desnaturalizadas” y asentadas en nuevos sitios para evitar acciones armadas o movimientos de rebelión. Un ejemplo de un pueblo que se originó en este tipo de migraciones forzadas fue el de La Toma, constituido esencialmente por indios quilmes aunque con el tiempo, integró a miembros provenientes de otros grupos. Hacia fines del siglo XVII la visita de Antonio Martínez Luxan de Vargas revelaba que en el conjunto de la población de encomiendas empadronada solo la mitad correspondía a nativos del lugar, mientras que la otra mitad estaba constituida por indígenas forasteros. Por otro lado también, el comercio de esclavos de origen africano realizó su contribución al mapa poblacional de la región, que imprimió a la sociedad colonial un carácter multiétnico y mestizo.

### Resistencia y continuidad
El contacto hispano-indígena produjo cambios drásticos en las poblaciones autóctonas de la jurisdicción de Córdoba. Si bien se registraron movimientos de resistencia armada durante los primeros años de ocupación colonial, puede decirse que los jefes étnicos no lograron aglutinar con suficiente fuerza cohesiva a las comunidades para enfrentar de manera decisiva al dominio español. Con el tiempo, las modalidades de resistencia fueron menos violentas y más sutiles o veladas. Los nativos aprendieron a lidiar con el sistema y la burocracia coloniales, al punto de utilizar los mecanismos de la justicia local para reclamar derechos. Finalmente, las respuestas o formas de resistencia frente a algún derecho vulnerado (reserva de tasa, tierras, etc.), dejaron de ser colectivas y pasaron a ser estrictamente individuales, situación que revela a las claras la ruptura de los lazos comunitarios.
A pesar de este proceso generalizado de desestructuración de la población indígena, algunas comunidades lograron sobrevivir, conservando el acceso a la tierra. A fines del siglo XVII el visitador Luxan de Vargas registraba aún la presencia de cinco pueblos de indios con sus tierras originarias: Quilino, Cabinda, Nono, Salsacate y Ungamira (Ongamira). Otras poblaciones, merced a la intervención del mismo visitador (entre 1692 y 1694), y de procesos judiciales posteriores (durante el siglo XVIII), lograron el reconocimiento oficial de derechos sobre la tierra, como fue el caso de Guayascate, San Antonio de Nonsacate, San Marcos, Cosquín, Pichana, San Joseph y La Toma. Algunos de estos pueblos fueron capaces de resistir y perdurar, inclusive, hasta fines del siglo XIX, gracias a un esfuerzo por defender la posesión de la tierra frente a las autoridades estatales.
El etnónimo “comechingón”, que había tenido una aparición fugaz a fines del siglo XVI, reapareció durante el siglo XX para reivindicar los derechos y la memoria de los nativos del lugar, aquellos cuyos nombres fueron olvidados. Las identidades sociales son móviles y se reconfiguran permanentemente en relación con un “otro”, de allí que lo que en algún momento fue una identidad asignada por los españoles para referirse a grupos conquistados, con el transcurso de los siglos se transformó en una auto-adscripción de sus descendientes, seguramente sometidos a diversos procesos de mestizaje biológico y cultural, con claros intereses reivindicatorios.